# Vignevieille
Vignevieille är en kommun i departementet Aude i regionen Occitanien  i södra Frankrike. Kommunen ligger  i kantonen Mouthoumet som ligger i arrondissementet Carcassonne. År 2022 hade Vignevieille 106 invånare.

## Befolkningsutveckling
Antalet invånare i kommunen Vignevieille
Referens: INSEE